# Jorge Ortiz (Musiker)
Jorge Ortiz (Juan Edelmiro Alessio Lupo; * 18. September 1912 in Buenos Aires; † 18. Februar 1989) war ein argentinischer Tangosänger.

## Leben
Alessio hatte in seiner Jugend Gesangsunterricht bei Eduardo Bonessi. Als Sieger eines Gesangswettbewerbes von Radio Cultur erhielt er einen Vertrag über Auftritte bei dem Sender. Dort hörte ihn Azucena Maizani und empfahl ihn Pablo Osvaldo Valle, dem Direktor von Radio Belgrano, der ihn für einen Auftritt mit dem von Pascual Avena geleiteten Gitarrentrio des Senders engagierte. 1935 schloss er sich Edgardo Donato an, zu dessen Orchester bereits die Sänger Antonio Maida, Alberto Gómez und Hugo del Carril gehörten. Mit dem Orchester nahm er einige Tangos auf und sang die Titelmelodie in dem Film Picaflor. 1937 wechselte er zum Orchester Antonio Arcieris, im Folgejahr zu Antonio Bonavena.
1939 trat er – nun unter dem Namen Jorge Ortiz – bei Radio Belgrano mit dem Orchester Gerónimo Suredas und dessen Pianisten Carlos Figari auf. 1940 wurde er als Nachfolger von Andrés Falgás Sänger im Orchester von Rodolfo Biagi, dem er drei Jahre lang angehörte. In dieser Zeit entstanden mehrere erfolgreiche Aufnahmen beim Label Odeon. Darauf engagierte ihn Miguel Caló als Nachfolger von Raúl Berón. Er gehörte dessen Orchester nur sechs Monate an, nahm aber mehrere Titel mit ihm auf. Der zweite Sänger war in dieser Zeit zunächst Alberto Podestá, später Raúl Iriarte.
1945 kehrte er zu Biagi zurück, die Zusammenarbeit währte aber nur kurz. 1946 trat er im Marzotto mit dem Bandoneonisten Jorge Argentino Fernández und seinem Orchester auf. Er gründete dann eine eigene Formation, deren Leitung der Bandoneonist Adolfo Grippo übernahm. In den Jahren 1946–47 tourte er durch Argentinien und trat bei Radio Splendid auf. Im Folgejahr begann er eine Lateinamerikatournee und ließ sich in Brasilien nieder. 1952 kehrte er zurück und nahm beim Label Pampa-Odeon den Tango Misa de once mit dem Orchester Ricardo Pedevillas auf.
1953 zog er sich vorübergehend aus dem Showbusiness zurück, aber bereits 1957 trat er mit einem Orchester unter Leitung von Esteban Martínez bei mehreren Shows in Uruguay und bei Radio Carve in Montevideo auf. 1959 kehrte er nach Brasilien zurück. Neben Charlo und Alberto Marino war er der erfolgreichste Tangosänger in Rio de Janeiro, wo er seinen endgültigen Wohnsitz nahm. 1975 trat er in Kolumbien bei einer von Raúl Iriarte organisierten Veranstaltung zu Ehren von Carlos Gardel auf. Seinen letzten Auftritt in Buenos Aires hatte er 1979 in Héctor Larreas Show Ronda de Ases beim Fernsehsender Canal 11 mit Rodolfo Biagis Orquesta Símbolo und dem Sänger Hugo Duval. 1983 nahm er in Kolumbien eine LP beim Label Sonolux auf. Er starb 1989 im Alter von 76 Jahren an den Folgen einer Herzattacke.

## Aufnahmen
- Dios lo sabe
- Rosalinda
- El día que me quieras (von Carlos Gardel und Alfredo Le Pera)
- Todo te nombra (von Francisco Canaro und Ivo Pelay)
- Humillación
- Por un beso de amor
- Misa de once
- Zaraza
- Carillón de La Merced
- Indiferencia
- Si de mí te has olvidado
- Barrio de tango (von Aníbal Troilo und Homero Manzi)
- Pa' que seguir (von Francisco Fiorentino und Pedro Lloret)
- A las siete en el café (von Armando Ballioti und Santiago Adamini)
- Pobre negra (von Enrique Francini und Homero Expósito)
- Magdala
- Yuyo verde (von Homero Expósito und Domingo Federico)
- Misa de once